# KT Tunstall's Acoustic Extravaganza
Albums de KT Tunstall
Eye to the Telescope
(2004) Drastic Fantastic
(2007)
KT Tunstall's Acoustic Extravaganza est un album de la chanteuse KT Tunstall.

## Pistes de l'album
- CD

1. Ashes
2. Girl and the Ghost
3. One Day
4. Golden Age
5. Boo Hoo
6. Gone to the Dogs
7. Change
8. Miniature Disasters
9. Univers & U
10. Throw Me a Rope

- DVD

1. Five Go to Skye (Making Album)
2. Gone to the Dogs
3. Throw Me a Rope
4. The Wee Bastard Pedal
5. Out Takes